# راهنمای کامل خودکشی
راهنمای کامل خودکشی کتابی ژاپنی، اثر واتارو تسورومی است که اولین بار در ۱۹۹۳ چاپ شد و بیش از ۱ میلیون جلد فروش رفت؛ ۱۹۸ صفحه دارد و توصیف کاملی از انواع مختلف خودکشی چون بیش‌مصرفی، حلق‌آویز‌ کردن، پرش و مسموم کردن دارد که البته در آن، ترجیحی برای بی‌درد یا بادرد بودن روش‌های پایان‌بخش زندگی ارائه نشده‌است؛ هر چند ارزیابی‌ای از میزان درد هر روش را ارائه کرده‌است و از آنجا که قصد بر راهنما بودن کتاب بوده، نویسنده چندان به دلایل خودکشی نپرداخته‌است.
۱۱ روش خودکشی پوشش داده‌شده در این کتاب:
1. مصرف بیش از حد دارو
2. دار زدن
3. Self-defenestration
4. زدن رگ مچ
5. تصادف با ماشین
6. مسمومیت با منوکسید کربن
7. برق‌گرفتگی
8. خفگی
9. خودسوزی
10. یخ‌زدگی
11. غیره

در هر فصل، تصویری از درد شیوه‌های خودکشی و نیز تلاش لازم برای انجامش ارائه شده‌است؛ هر یک با یک جمجه، نشان داده شده که ۵ تایش متعلق به بالاترین رده است.

## بازتاب عمومی
از آنجایی که در ژاپن، بر طبق قانون، تنها تصویر اعضای تناسلی سانسور می‌شوند، این کتاب، بدون سانسور منتشر شد.